# Rob Niedermayer
Robert Wade Niedermayer junior (* 28. Dezember 1974 in Cassiar Country, British Columbia) ist ein ehemaliger kanadischer Eishockeyspieler, der im Verlauf seiner aktiven Karriere zwischen 1990 und 2012 unter anderem 1269 Spiele für die Florida Panthers, Calgary Flames, Anaheim Ducks, New Jersey Devils und Buffalo Sabres in der National Hockey League auf der Position des rechten Flügelstürmers bestritten hat. Sein älterer Bruder Scott Niedermayer und sein Cousin Jason Strudwick waren ebenfalls professionelle Eishockeyspieler.

## Karriere
Rob Niedermayer wurde im NHL Entry Draft 1993 in der ersten Runde an fünfter Position von den Florida Panthers ausgewählt. Zu dieser Zeit spielte er für die Medicine Hat Tigers in der Western Hockey League. Er begann seine NHL-Karriere, ohne je in einer Minor League gespielt zu haben. Niedermayer verletzte sich nach seiner besten Saison (1995/96, 61 Scorerpunkte) und konnte diese nie übertreffen. Seine Rolle beschränkte sich fortan mehr auf die eines defensiven Stürmers.

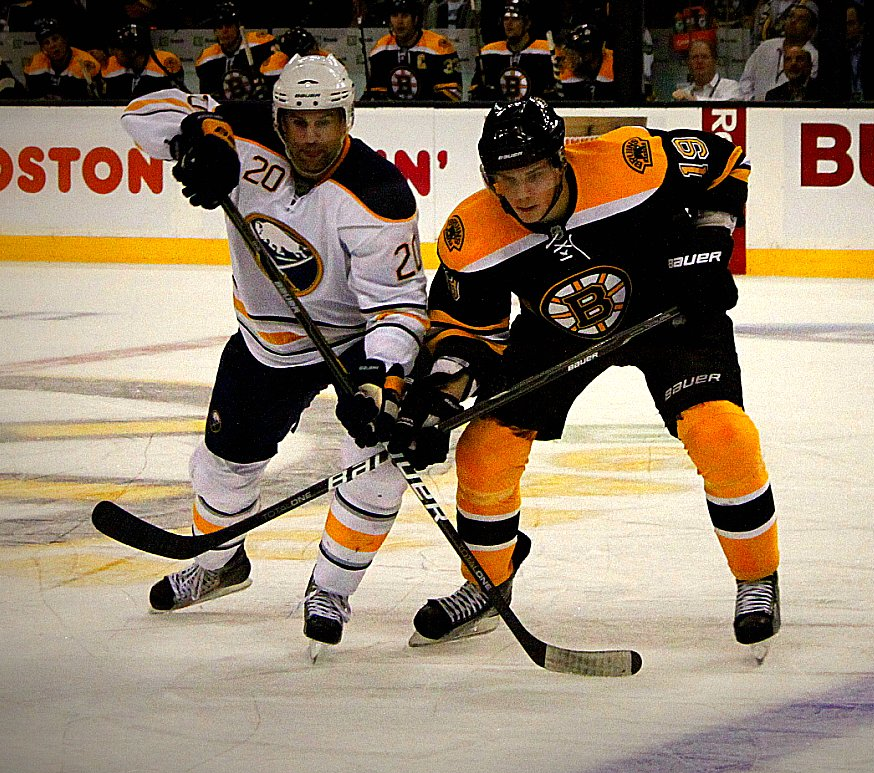
Niedermayer (links) im Duell mit Tyler Seguin

Am 23. Juli 2001 wurde Niedermayer zusammen mit einem Draftpick von Florida zu den Calgary Flames im Tausch gegen Waleri Bure und Jason Wiemer transferiert. Dort blieb er nicht lange, kurz vor Ende der Transferperiode wechselte er 2003 zu den Mighty Ducks of Anaheim. Mit ihnen erreichte er das Stanley-Cup-Finale. Für ihn war es das zweite Mal, aber auch diesmal verlor Niedermayers Team – wenn auch knapp – im siebten Spiel der Serie gegen die New Jersey Devils, für dessen Team Robs Bruder Scott Niedermayer spielte.
Während des Lockouts NHL-Saison 2004/05 absolvierte er fünf Spiele für den TC Ferencváros Budapest in Ungarn. Im Sommer 2005 wurde sein Bruder Scott von den Ducks unter Vertrag genommen. Fortan spielten die Niedermayers das erste Mal in ihrer NHL-Karriere zusammen in einem Team. In dieser Saison erreichten sie das Conference-Finale und unterlagen dort mit 1:4 den Edmonton Oilers. Im folgenden Jahr gewannen die beiden Brüder den Stanley Cup mit den Anaheim Ducks. Sie waren das erste erfolgreiche Bruderpaar seit Brent und Duane Sutter, die 1983 mit den New York Islanders den Pokal gewannen.
Kurz vor Beginn der Saison 2009/10 unterschrieb er als Free Agent einen Kontrakt bei den New Jersey Devils. Der Kanadier erzielte 22 Scorerpunkte und verließ New Jersey nach einem Jahr Richtung Buffalo und unterzeichnete einen Einjahresvertrag bei den Buffalo Sabres. Am 2. Juli 2011 erhielt Niedermayer einen Kontrakt für ein Jahr beim HC Lugano aus der Schweizer National League A. Im Sommer 2012 beendete er schließlich seine aktive Karriere.

### International
Niedermayer vertrat sein Heimatland bei der Junioren-Weltmeisterschaft 1993 sowie den Weltmeisterschaften 1999 und 2004. Bei der Junioren-Weltmeisterschaft 1993 steuerte er zwei Torvorlagen zum Goldmedaillengewinn der kanadischen Auswahl bei. Bei der Weltmeisterschaft 2004 steuerte der Stürmer zwei Tore und vier Assists für Kanada zum Gewinn der Weltmeisterschaft bei. Im Finalspiel gegen Schweden erzielte er den Ausgleichstreffer zum 3:3 und gab die Vorlage, die Matt Cooke zum 5:3-Siegtor verwertete.

## Erfolge und Auszeichnungen
- 1993 Goldmedaille bei der Junioren-Weltmeisterschaft
- 1993 WHL East First All-Star Team
- 2004 Goldmedaille bei der Weltmeisterschaft
- 2007 Stanley-Cup-Gewinn mit den Anaheim Ducks

## Karrierestatistik

### International
Vertrat Kanada bei:
- Junioren-Weltmeisterschaft 1993
- Weltmeisterschaft 1999
- Weltmeisterschaft 2004

(Legende zur Spielerstatistik: Sp oder GP = absolvierte Spiele; T oder G = erzielte Tore; V oder A = erzielte Assists; Pkt oder Pts = erzielte Scorerpunkte; SM oder PIM = erhaltene Strafminuten; +/− = Plus/Minus-Bilanz; PP = erzielte Überzahltore; SH = erzielte Unterzahltore; GW = erzielte Siegtore; 1 Play-downs/Relegation; Kursiv: Statistik nicht vollständig)